# Liberianos Unidos pela Reconciliação e Democracia

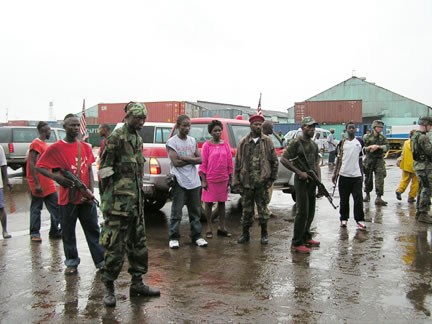
General do LURD Mohammed Sheriff, também conhecido como Cobra, com seus guardas em Monróvia

Liberianos Unidos pela Reconciliação e Democracia (em inglês:  Liberians United for Reconciliation and Democracy, LURD) foi um grupo rebelde da Libéria que esteve ativo de 1999 até o termino da Segunda Guerra Civil da Libéria, com a renúncia de Charles McArthur Ghankay Taylor em 2003. . Liderado por Sekou Conneh, este grupo foi formalmente dissolvido, mas alguns dos seus membros continuaram a desempenhar um papel na política da Libéria.
O único propósito político declarado do grupo durante a guerra civil que se seguiu à sua rebelião contra o Presidente Charles McArthur Ghankay Taylor foi forçá-lo a deixar o cargo. Tal como as outras facções rivais durante a guerra, o LURD foi acusado de cometer atrocidades.